# Les Orgueilleux
Pour plus de détails, voir Fiche technique et Distribution.
Les Orgueilleux est un film franco-mexicain réalisé par Yves Allégret sorti en 1953. Il a été présenté en compétition au Festival de Venise de 1953.

## Synopsis
Nellie arrive avec son mari malade à Alvarado, village côtier mexicain de la région de Veracruz. Alors qu'elle cherche un médecin, elle croise Georges, médecin déchu, devenu alcoolique.
Le docteur n'aura pas le temps de soigner son mari ; celui-ci est découvert mort par Georges des suites d'une méningite cérébro-spinale. Nellie est troublée par le manque de tristesse qu'elle ressent. Le cas de méningite n'était pas isolé, et une épidémie commence à ravager la région. Nellie s'installe à l'hôtel le temps d'essayer de rapatrier le corps de son mari en France, mais pour des raisons sanitaires, celui-ci sera enterré sur place. Elle est désemparée, d'autant plus que la disparition du portefeuille de son mari la laisse sans ressources dans un pays inconnu, dont elle ignore tout. Elle doit subir une douloureuse vaccination anti-méningitique par ponction lombaire. Don Rodrigo, le patron de l'hôtel, lui fait une cour insistante et s'amuse de Georges, toujours en quête d'un verre ou d'une bouteille de téquila. Georges était médecin autrefois, mais à la suite du décès de sa femme lors d'un accouchement qu'il a lui-même pratiqué, il n'a plus cessé de boire. Nellie fait preuve de plus en plus d'attention à son égard. Dans le village mis en quarantaine, l'angoisse monte, les gens cherchent à fuir : l'infirmier, pourtant vacciné, est touché par la maladie. À la demande du docteur, et ravivé par l'amour de Nellie, Georges accepte de ne pas boire et de construire une infirmerie de fortune dans son quartier, afin de sauver des vies. Après avoir repoussé Don Rodrigo qui voulait abuser d'elle dans l'hôtel déserté, Nellie court rejoindre Georges sur la plage, et ils se jettent dans les bras l'un de l'autre.

## Fiche technique
- Titre : Les orgueilleux
- Sous-titre : Alvarado
- Réalisation : Yves Allégret et Rafael E. Portas
- Scénario : Yves Allégret, Pierre Bost, Jean Aurenche d'après Typhus, le scénario original de Jean-Paul Sartre
- Dialogues : Jean Aurenche, Jean Clouzot
- Photographie : Alex Phillips
- Montage : Jorge Bustos et Claude Nicole
- Musique : Paul Misraki et Gonzalo Curiel
- Production : Raymond Borderie et Salvador Elizondo pour Columbia
- Pays :  France |  Mexique
- Langue : français et espagnol (Mexique)
- Format : Noir et blanc - 4:3 - mono - 35 mm
- Genre : Drame
- Durée : 103 minutes
- Distribution : Columbia fims
- Date de sortie : 
  - France - 25 novembre 1953 (Paris)
- Affiches : Boris Grinsson, René Péron, Clément Hurel, Guy-Gérard Noël (France)

## Distribution
- Michèle Morgan : Nellie
- Gérard Philipe : Georges
- Carlos López Moctezuma : Le docteur VF Valery  Inkijinof
- Víctor Manuel Mendoza : Don Rodrigo VF Jacques Henri Chambois.
- Michèle Cordoue [2]: Anna
- Arturo Soto Rangel : prêtre
- André Toffel : Tom. VF Philipe Lemaire
- Jaime Fernández : chauffeur de camion
- Josefina Escobedo : ?
- Chel López : ?
- Lucrecia Muñoz : ?
- Beatriz Ramos : ?
- Guillermo Segura : ?
- Salvador Terroba : ?
- Luis Buñuel : trafiquant
- Les habitants de la ville d'Alvarado (Veracruz).

## Une autre fin jamais tournée
Le réalisateur Yves Allégret et le scénariste Jean Aurenche étaient convenus d'une autre fin, mais la partie mexicaine de la production tenait absolument à une fin optimiste en désaccord avec Yves Allégret.
Ce dernier avait imaginé que Georges (Gérard Philipe), en cachette de Nellie, avait fui Alvarado pour un autre village éloigné — des repérages avaient même été effectués. Follement éprise, Nellie avait finalement retrouvé sa trace, mais à son arrivée, Georges avait déjà quitté les lieux. Comprenant l'éternel besoin d'errance de son ami, Nellie, effondrée, renonçait à son amour et retrouvait sa solitude en Alvarado.
Lors d'interviews télévisées, Yves Allégret a répété à l'envi que l'avant-dernier plan (plan américain) où les deux héros tombent dans les bras l'un de l'autre n'a pas été tourné par lui, mais par son opérateur aux studios de Boulogne sur un fond de ciel peint. Quitte à accepter une fin heureuse, Yves Allégret aurait préféré terminer son film sur le large plan général où Nellie et Georges courent l'un vers l'autre.

## Publication du récit
- Mon film no 391 du 17 février 1954 : récit illustré de 2 pages
- Collection vie heureuse no 19 de 1959 : roman photos de 32 pages

## Distinctions
L'affiche du film indique Prix International de la Biennale de Venise 1953
- Lion de Saint-Marc
- Victoire Meilleur Acteur    ⇒ Gérard Philipe
- Victoire Meilleure Actrice ⇒ Michèle Morgan